# Humberto Ortega
Pour les articles homonymes, voir Ortega.
Humberto Ortega Saavedra, né le 10 janvier 1947 La Libertad ou Juigalpa et mort le 30 septembre 2024, à Managua, est un chef militaire et écrivain nicaraguayen.
Il est ministre de la Défense à partir de la prise de pouvoir des sandinistes en 1979, sous le gouvernement de reconstruction nationale, sous la première présidence de son frère Daniel Ortega (élu en 1985), et sous la présidence de Violeta Barrios de Chamorro, qui a battu Daniel Ortega aux élections de 1990.

## Biographie
Humberto Ortega, Daniel Ortega, et Victor Tirado López ont fondé la tendance terceriste du Front sandiniste de libération nationale (FSLN) en 1975. Lui, parmi d'autres dirigeants, a élaboré la stratégie d'insurrection urbaine qui a entraîné le déclenchement de la guerre civile au Nicaragua en octobre 1977, et qui a conduit à la chute de la dictature de la famille Somoza en juillet 1979. En tant que ministre de la Défense pendant la décennie du régime sandiniste, Ortega a supervisé la constitution de l'Armée populaire sandiniste (EPS) et la poursuite de la guerre contre les factions de résistance Contra et leurs soutiens.
Après la défaite électorale de Daniel Ortega et du parti sandiniste en 1990, Humberto a conservé le contrôle de l'armée. Plus tard cette année-là, des accusations ont été portées contre Humberto, affirmant qu'il était impliqué dans le meurtre et la disparition de Jean Paul, un jeune homme âgé de seize ans. Les gardes du corps d'Ortega auraient tiré et tué le jeune homme alors qu'il tentait de dépasser le cortège du général le 28 octobre 1990. En novembre 1990, l'Assemblée nationale du Nicaragua et des experts du ministère vénézuélien de la Justice ont ouvert une enquête sur cet incident. La plupart des preuves trouvées par les enquêteurs se sont avérées circonstancielles et les dossiers concernant le cortège n'ont jamais été retrouvés. Le juge de district civil Boanerges Ojeda a suggéré que les gardes du corps d'Ortega, deux officiers et Humberto Ortega lui-même, soient jugés par un tribunal, avant de transmettre l'affaire au bureau du procureur militaire, où elle a été classée en juillet 1992. Il a pris sa retraite en 1995, cédant le poste à son second, Joaquín Cuadra. Humberto Ortega a commencé à transformer l'Armée populaire sandiniste en armée nationale nicaraguayenne « apolitique ».

### Réponse sur les arrestations de candidats avant les élections par le régime Ortega
Il s'est prononcé sur les arrestations arbitraires du régime de son frère et a encouragé le gouvernement de Daniel Ortega à libérer les personnes arrêtées, affirmant qu'ils ne s'agit pas de terroristes, mais d'opposants politiques aux points de vue différents. Il lui a reproché la mort en prison d’Hugo Torres Jiménez, un des héros de la révolution sandiniste. En décembre 2019, Humberto Ortega a demandé à son frère Daniel Ortega de libérer les au moins 168 opposants qui, à l'époque, étaient détenus pour avoir manifesté contre le gouvernement. En réponse, Daniel Ortega a indirectement accusé son frère d'être un « bradeur de la patrie » et de « défendre des terroristes », sans toutefois citer son nom,.
Pour avoir qualifié le régime de son frère de « dictatorial » et estimé que personne ne pouvait succéder à Ortega après sa mort, y compris son épouse Rosario Murillo, il est placé en résidence surveillée. Souffrant de nombreuses maladies, il affirme alors dans un enregistrement être un prisonnier politique et dit craindre que le stress dû à un « emprisonnement injuste » puisse provoquer « une issue fatale à tout moment ». Hospitalisé à partir de juin 2024, il meurt le 30 septembre.

## Écrivain
En décembre 2004, il a publié un livre intitulé La epopeya de la insurrección (L'épopée de l'insurrection). Ortega dit qu'il a travaillé 10 heures par jour sur le livre pendant deux ans en utilisant ses propres dossiers, notes de réunion, archives et schémas analytiques pour reconstruire l'histoire de la lutte qui a finalement fait tomber la dictature de la famille Somoza. Parmi ses autres livres figurent 50 años de lucha sandinista, Sobre la insurrección et Nicaragua revolución y democracia.

### Publications
- A diez años de la rendición total de la guardia somocista (1989).
- Sobre la insurrección (1981).
- 50 años de lucha sandinista (1978).
- La epopeya de la insurrección (2004).
- Nicaragua (1992).
- Sobre la insurrección (1981).
- Insurrección y Nicaragua Revolución
- Democracia de sobre.